# Johann Philipp Husmann
Johann Philipp Husmann, Reichsfreiherr von Namedy und Riolsburg (tschechisch Jan Filip Husmann; † 1651) war ein kaiserlicher Oberst zur Zeit des Dreißigjährigen Krieges. Er stand – wie mehrere seiner Brüder – in den Diensten der Habsburger Armee.

## Leben
Husmann entstammte einem rheinischen Uradelsgeschlecht, das ursprünglich seinen Sitz auf der Burg Namedy hatte und sich nach dieser und der später erworbenen Riolsburg als Hausman, Husman bzw. Hussmann von Namedy  benannte. Zu Beginn des Dreißigjährigen Krieges diente er im kaiserlichen Heer und befehligte 1100 wallonische Kürassiere. Nach der siegreichen Schlacht am Weißen Berg verkaufte ihm Kaiser Ferdinand II. am 4. Dezember 1623 die königliche Stadt Tachau zu einem Kulanzpreis von 96859 Schock. Zugleich wurde Hussmann  mit dem Prädikat von Namedy und Riolsburg in den böhmischen Freiherrenstand erhoben. Es wird angenommen, dass damit zugleich die Kosten für die Aufstellung des Kürassierregiments ausgeglichen wurden. Ein Jahr später erwarb Husmann auch die angrenzende Herrschaft Hals.
Die Bürger der Stadt Tachau verloren mit dem Verkauf alle Privilegien. Husmann führte als neuer Erbherr auch die Gegenreformation durch, was jedoch nur mühsam gelang. In der Stadt mit  etwa 1000 Einwohnern waren auch noch immer kaiserliche Truppen stationiert. Erst 1625 kehrte die Bürgerschaft Tachaus zur katholischen Kirche zurück und erklärte der neuen Obrigkeit formal ihre Untertänigkeit. Die Feindseligkeit zwischen den Tachauer Bürgern und Johann Philipp Husmann bestand jedoch weiter fort. In den Überlieferungen späterer Zeit prägte sich dadurch die Gestalt des Bösen Husmann ein.
Husmann entwickelte reichlich wirtschaftliches Geschick. Er gründete nicht nur neue Höfe, Schäfereien oder Mühlen  um Tachau, sondern engagierte sich auch für den Bergbau und die Errichtung der ersten Glashütten in den Wäldern westlich von Tachau. Die barocke Mühle in Tachau, die zur Zeit der Herrschaft Husmann im Jahre 1645 errichtet wurde, gehört heute zu den rekonstruierten Denkmälern der Stadt. Nahe der Stadt Tachau errichteten die Eheleute Husmann mit Stiftungsbrief vom 5. Februar 1639 für die Mönche des Paulanerordens das Kloster Heiligen. Das Gestift umfasste 40.000 Gulden, außerdem schenkte er dem Orden das Bauland und beteiligte sich mit weiteren 10.000 Gulden an den Baukosten. 1644 beschenkte er das Kloster mit dem nur wenige Kilometer entfernten Gut und Dorf Hals. Neben Tachau besaß Husmann noch die Güter Meierhöfen und Minichsfeld bei Pfraumberg.
Immer wieder musste Husmann als kaiserlicher Oberst für militärische Einsätze Tachau verlassen. Nachdem am 3. November 1643 seine Frau, Emilie Burggräfin von Dohna-Kraschen verstorben war, heiratete Husmann in zweiter Ehe Theresia Eleonora zu Lodron. Aus beiden Ehen gingen keine männlichen Nachkommen hervor.
Nach seinem Tod Anfang 1651 übernahm seine Witwe, die später einen Marchese Capra heiratete, die Herrschaft über die Stadt Tachau, die sich nur langsam von den kriegerischen Auseinandersetzungen und Plünderungen während des Dreißigjährigen Kriegs erholte. Husmann wurde in der Tachauer Paulanerkirche neben seiner ersten Frau beigesetzt. Die Güter Meierhöfen und Minichsfeld erwarb 1653 Johann Wenzel Kolowrat-Nowohradsky. Am 1. September 1664 verkauften schließlich die drei Töchter Husmanns einen Großteil der Herrschaft Tachau an den Reichsgrafen Jan Anton Losy von Losinthal.